# Hypomecis sulawesensis
Hypomecis sulawesensis là một loài bướm đêm trong họ Geometridae.